# Standbeelden van Willem van Oranje in Den Haag
De standbeelden van Willem van Oranje in Den Haag zijn twee 19e-eeuwse gedenktekens ter nagedachtenis aan Willem van Oranje; het ruiterstandbeeld (1845) aan het Noordeinde en het standbeeld (1848) op het Plein. Het zijn de oudste standbeelden in de openbare ruimte van de hofstad en beide genieten bescherming als rijksmonument.

## Achtergrond
In 1828 kwam de Heusdense predikant Carel Willem Pape (1788-1872) met het voorstel een standbeeld op te richten voor Willem van Oranje, dat zou moeten worden geplaatst op de Grote Markt in Brussel. Het plan leidde tot verzet en vervolgens gooide de Belgische Revolutie roet in het eten. In het voorjaar van 1841 probeerde Pape het opnieuw, hij bracht zijn idee in bij het Koninklijk Instituut van Wetenschappen, Letterkunde en Schoone Kunsten. Het instituut raadde de regering aan het plan voorlopig uit te stellen.
In de Staatscourant van 8 juli 1842 liet minister van binnenlandse zaken Willem Anne Schimmelpenninck van der Oye weten dat er een landelijke inzameling werd gestart voor de oprichting van een standbeeld van "Willem den Eersten", dat zou worden geplaatst op een van de pleinen van Den Haag. Het ontwerp van het "nationaal gedenkteken van dankbaarheid" werd bepaald door het eerdergenoemd Instituut, in samenwerking met lid en beeldhouwer Louis Royer. Koning Willem II verleende zijn medewerking aan het project. Royer ontwierp een beeld van een staande mannenfiguur en verbeeldde de prins als staatsman.
Nog voor Royer zijn beeld klaar had, kwam Émile de Nieuwerkerke met een ander ontwerp voor een beeld. De Nieuwerkerke, een Frans beeldhouwer van Nederlandse afkomst, trok in de zomer van 1843 naar Den Haag om zijn ontwerp van een ruiterstandbeeld aan Willem II te laten zien. De koning was zeer gecharmeerd van het beeld, dat zijn verre voorvader als krijgsman weergaf. Hij liet het ontwerp tentoonstellen in Den Haag en gaf de beeldhouwer de opdracht het in het groot uit te voeren. Willem II betaalde daarvoor uit eigen fondsen.

## Ruiterstandbeeld aan het Noordeinde
Het ruiterstandbeeld van De Nieuwerkerke werd in brons gegoten bij de firma Soyer in Parijs. In september 1845 was het beeld klaar. Het werd tijdelijk tentoongesteld aan de Avenue des Champs-Élysées, waarna Nederlandse kranten zich haastten om te bevestigen dat het later in Den Haag zou worden geplaatst. Het beeld werd per schip vanuit Frankrijk vervoerd en 7 november in Den Haag op de sokkel geplaatst.

### Locatie
Koning Willem II bewoonde het Haagse paleis Kneuterdijk. Geïnspireerd door gebouwen die hij tijdens zijn studie in Oxford had gezien, liet hij het stadspaleis tussen 1840 en 1848 aan de achterzijde uitbreiden met een neogotisch gebouwencomplex. Onderdeel daarvan was de Gotische Galerij, met een poort recht tegenover paleis Noordeinde.

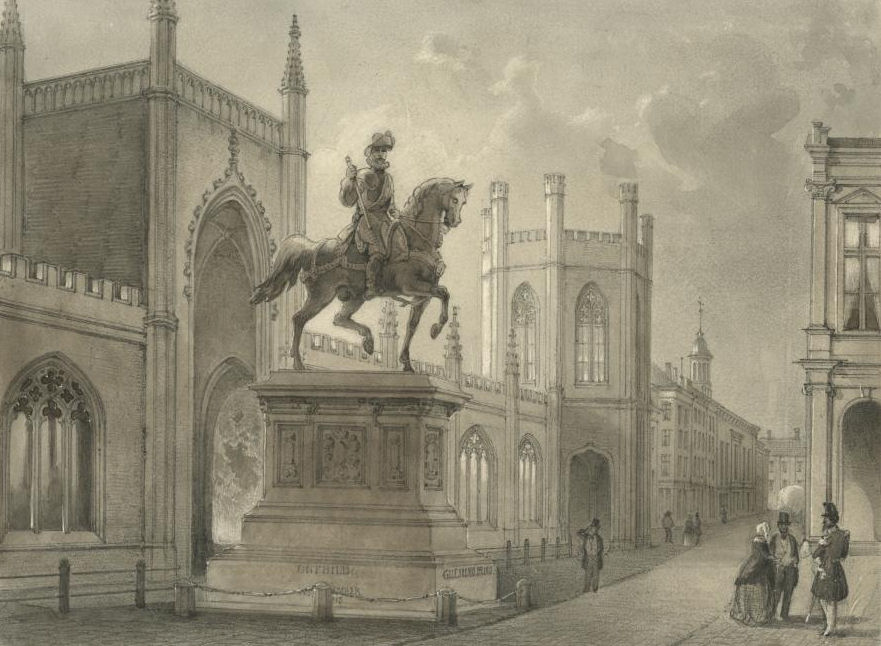
Potloodtekening door Ludwig Rohbock (1850). Achter het beeld de Gotische Galerij. Rechts een deel van het paleis Noordeinde.

Het ruiterstandbeeld kreeg een plaats recht voor de poort in de nieuwe uitbreiding. Het was met de achterkant gericht naar de poort en met de voorkant naar de hoofdingang van paleis Noordeinde. Al in 1883 werd de uitbreiding van het paleis grotendeels gesloopt wegens lekkages en instortingsgevaar. Slechts één gebouw bleef staan: de Gotische zaal. Willem II gebruikte het als kunstgalerij en hier hangt het schilderij dat Felix Cottreau in 1847 maakte van de onthulling van het beeld. Bij de sloop van de gebouwen werd het beeld enigszins naar achteren verplaatst, zodat er aan de voorkant meer ruimte ontstond voor het verkeer.

### Onthulling
Op maandag 17 november 1845 verzamelden de genodigden zich in de grote zaal van het paleis aan het Noordeinde. Aanwezig waren, naast de koninklijke familie, onder meer hofmaarschalk Frans Adam van der Duyn van Maasdam, de voorzitters van de Eerste en Tweede Kamer H.R Trip en mr. G.I. Bruce en alle ministers en staatssecretarissen. Hoogleraar Abraham des Amorie van der Hoeven hield een redevoering, waarin hij sprak over de daden van prins Willem I. Hij wees er ook op dat de datum van onthulling van het monument niet willekeurig gekozen was; op 17 november 1813 was Nederland bevrijd van de Franse bezetting, waarna opnieuw een Willem I aan het hoofd van het land kwam te staan. Aan het einde van zijn rede richtte hij zich tot de koning: "De onthulling van het praalgesticht, aan Prins Willem den Eersten door Koning Willem den Tweeden toegewijd, mogt niet tot een ijdele plegtigheid worden verlaagd. De geest, die daarbij Uw edel hart bezielt, verheft haar tot een daad, welke de Natie zal verstaan en waarderen, en die in de jaarboeken Uwer Regering glansrijk zal zijn aangeteekend. Zij is een plegtige verzegeling der verbindtenis tussen Vorst en Volk op dezen merkwaardigen dag, den tweeden bondsdag van Oranje en Nederland."
Hierna trok de koning met de genodigden in een stoet naar het gedenkteken. Koningin Anna Paulowna bekeek het geheel met een aantal prinsessen vanaf het balkon van het paleis. De koning, bijgestaan door Van der Duyn van Maasdam en de prinsen, onthulde het beeld door het wegnemen van een doek, waarna 101 kanonschoten werden afgevuurd en door een koor van militairen het Wilhelmus werd gezongen. Willem II en de prinsen liepen met hun gevolg naar het Lange Voorhout, waarna ze per paard terugkeerden naar het monument aan het Noordeinde, voor het afnemen van een defilé. Als dank voor hun werk, schonk de koning aan beeldhouwer De Nieuwerkerke het grootkruis en aan bronsgieter Soyer het ridderkruis in de Orde van de Eikenkroon.
Na de onthulling werden afbeeldingen van het monument te koop aangeboden; vooral als prenten die tussen de 15 en 50 cent kostten, maar er zijn ook kleine bronzen exemplaren van het beeld bekend, gesigneerd door de beeldhouwer, en het Museum het Prinsenhof in Delft beschikt over een miniatuur exemplaar in zilver.

### Beschrijving

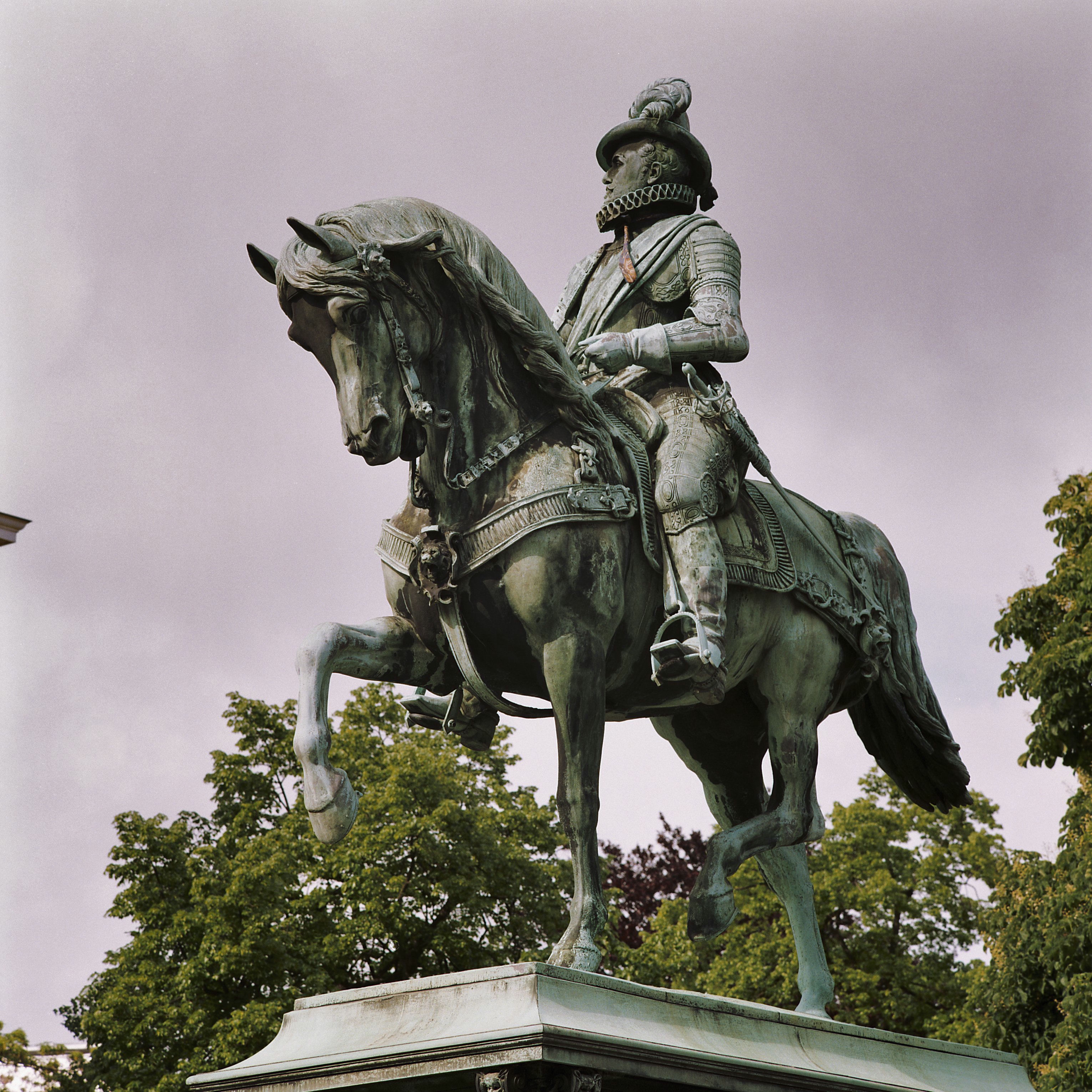
Zijaanzicht van de prins met zijn degen.

Het beeld toont de prins van Oranje, in brons uitgevoerd, als ruiter te paard. De prins werd door de beeldhouwer afgebeeld als legeraanvoerder; in zijn rechterhand houdt hij een baton, in zijn linkerhand de teugels, zijn gespoorde laarzen in de stijgbeugels. De meer dan levensgrote mannenfiguur is gekleed in een harnas, omhangen met een sjerp en degen, hij draagt een plooikraag en een hoed met pluim. Het stappend paard draagt een zadel en tuigage.
Het ruiterstandbeeld staat op een sarcofaagvormige sokkel, waarop in cartouches aan drie zijden de namen van de zeven gewesten Holland, Friesland, Zeeland, Overijssel, Gelderland, Utrecht en Groningen zijn aangebracht en daaronder in rechthoekige omlijstingen hun rijk gedecoreerde en bekroonde wapenschilden. Op de voorkant het wapen van Willem van Oranje, onder zijn devies 'je maintiendrai'.

Het geheel staat op een marmeren voet, waarop in reliëf teksten zijn aangebracht in Latijn en in Nederlands. Aan de linkerkant: "aan Prins Willem den Eersten door Koning Willem den Tweeden toegewijd", aan de rechterkant: "onthuld den 17den November 1845". Op de voorkant, onder het prinselijk wapen: 

GULIELMO. PRIMO.
GUBERNATORI.
GULIELMUS II. REX.
D.
Ao. MDCCCXLV.

Aan weerszijden van het monument staan drie lage zuiltjes, waartussen een zware ketting is aangebracht.

## Standbeeld op het Plein
Louis Royer verbeeldde de prins van Oranje ten voeten uit. De terracotta voorstudie uit 1842 bevindt zich in de collectie van het Kunstmuseum Den Haag. In dit ontwerp droeg de prins een kalot en lag diens hond verscholen onder zijn mantel, ook zijn degen was enigszins verborgen. Mede op aandringen van koning Willem II verdween het mutsje van de prins, werd de degen beter zichtbaar en veranderde in het uiteindelijke beeld de hond van positie.

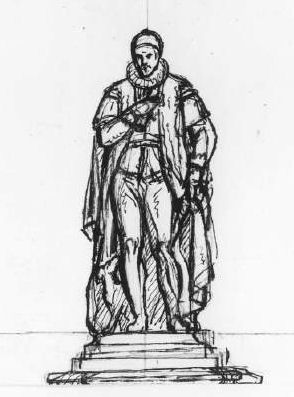
Tekening van een van de ontwerpen, met de hond onder de mantel.

Het beeld van De Nieuwerkerke was al in 1845 onthuld. Royers beeld kon pas op 1 juni 1847 worden gegoten, dat gebeurde in de fabriek van Paul van Vlissingen en Dudok van Heel in Amsterdam. Nadat het brons uit de vorm was gehaald, kwam de koning persoonlijk poolshoogte nemen. Vanaf half augustus werden op het Plein de voorbereidingen getroffen voor de plaatsing van het beeld en vanaf november werd gewerkt aan het hakken van het voetstuk. Het bronzen beeld was in april 1848 geheel afgewerkt en werd vervolgens naar Den Haag verzonden. Het werd daar, onder toezicht van stadsarchitect Zeger Reyers, op de sokkel gehesen.

### Locatie
Het standbeeld staat midden op het Plein en keek aanvankelijk in noordelijke richting, dus van het Binnenhof af. In 1852 wilde de gemeente het beeld verplaatsen naar een ruimer plein in de stad, maar men kreeg geen medewerking vanuit het koninklijk huis. Wel werd het beeld later, bij een renovatie van het Plein, een kwartslag gedraaid.

### Onthulling
Op maandag 5 juni 1848 verzamelde de schutterij en bij de stad in garnizoen liggende korpsen zich op het plein. Ook de tijdelijke minister van binnenlandse zaken J.M. de Kempenaer, de secretaris-generaal, burgemeester jhr. Gerrit Hooft en een afvaardiging van de stadsraad trad aan. Op 12 uur verschenen koning Willem II, prins Frederik en prins Hendrik en hun gevolg te paard. De koning nam plaats op een tribune, waarna onder het spelen van nationale liederen het beeld werd onthuld.
Vervolgens hield de minister een redevoering, waarin hij onder meer wees naar de datum; de dag van de onthulling was precies tweehonderd jaar nadat in Den Haag de bekrachtiging van de Vrede van Münster werd afgekondigd. Aan het eind van het betoog, droeg hij het beeld over aan de gemeente. De burgemeester aanvaardde het namens de gemeente en sprak een dankwoord uit. Vervolgens verliet de koning de tribune, bekeek het beeld enige tijd van dichterbij en vertrok terug naar het paleis, terwijl op het Plein de troepen langs het beeld defileerden. Hij benoemde kort daarop de beeldhouwer tot commandeur in de Orde van de Eikenkroon.

### Beschrijving

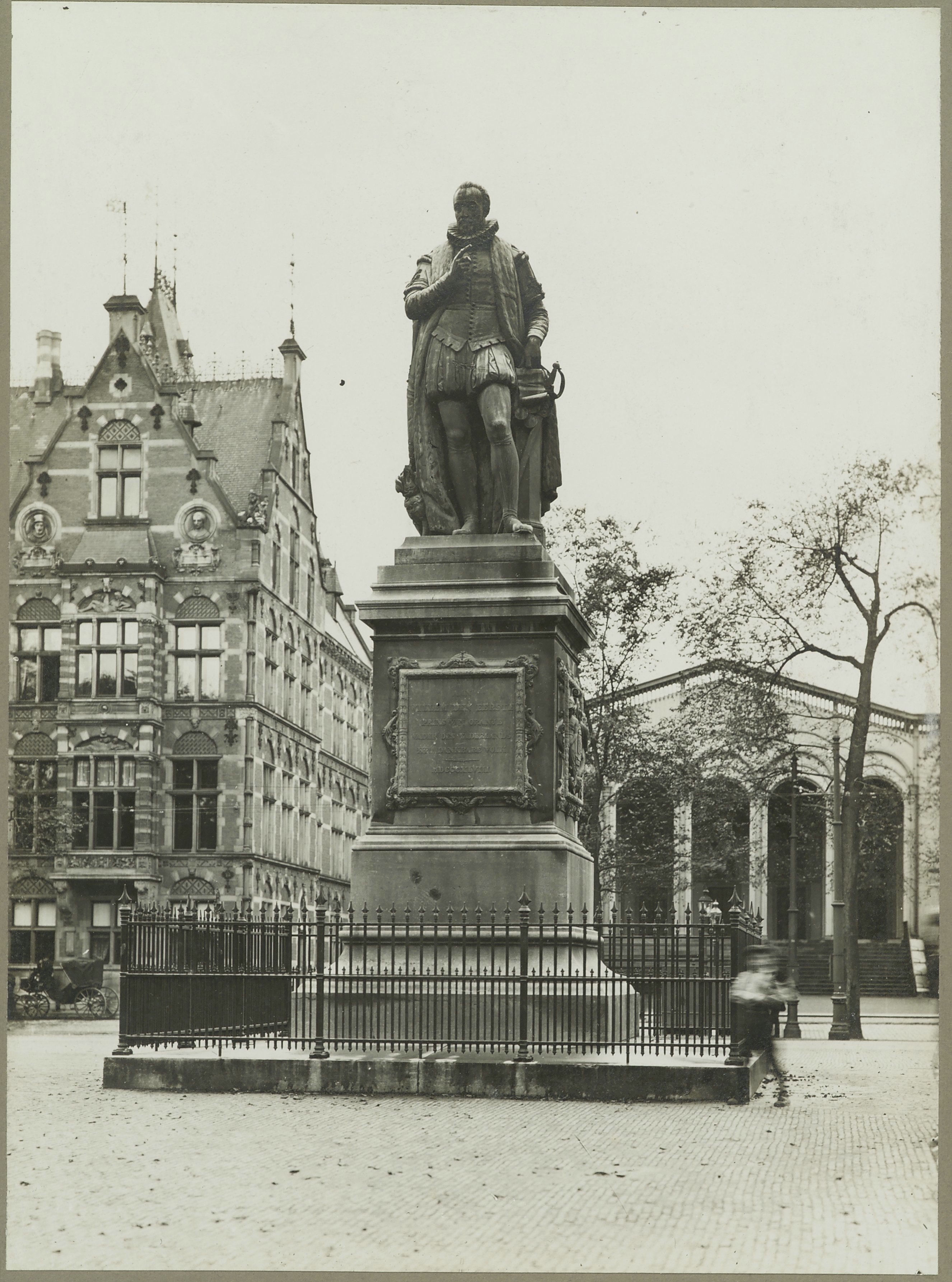
Het beeld in de oude situatie.

De bronzen mannenfiguur is gekleed in wambuis en pofbroek, omhangen met een mantel en omgord met een degen. Zijn rechterhand wijst naar de borst, de linkerhand leunt op een zuiltje. Op de zuil ligt een document, dat wordt gezien als een verwijzing naar de Unie van Utrecht. Aan de rechterzijde van de prins, zit aan zijn voeten een hond die naar de man opkijkt. Volgens overlevering redde de hond van de prins eens diens leven.

Het hardstenen voetstuk werd gemaakt door J. Galman uit Amsterdam. Op de vier zijden zijn relïefs aangebracht in een vierkante omlijsting. Een zijde toont in een medaillon het wapen van de prins, de ander een tafereel van een nest met een aanvliegende ijsvogel. Op de voor- en achterzijde is in Nederlands en Latijn een tekst aangebracht: 

AAN
WILLEM DEN EERSTE
PRINS VAN ORANJE
VADER DES VADERLANDS
HET DANKBARE VOLK.
MDCCCXLVIII

Het beeld werd aanvankelijk omgeven door een laag hekwerk.

## Kritieken
Beide standbeelden riepen al voor de plaatsing reacties op, waarbij vooral het beeld dat men had van Willem van Oranje en diens rol in de vaderlandse geschiedenis meespeelde. Een voorstander van het ontwerp van De Nieuwerkerke verwees in zijn betoog in het Algemeen Handelsblad naar het standbeeld van Erasmus in Rotterdam. Een staand beeld van Willem van Oranje was in zijn ogen ongeschikt, het kon toch niet zo zijn dat "de geleerde op eene lijn worde geplaatst met den voortreffelijken Vorst, die het sieraad zijner eeuw en de redder zijns Vaderlands was." Hij vond bovendien van Royers ontwerp dat de op de grond hangende mantel drie zijden op een "rots van metaal" deden lijken, het beeld werd door de mantel te veel begraven "als een heilige in zijne nis".
Schrijver Joseph Alberdingk Thijm was juist een voorstander van Royers beeld. Een Willem te paard leek te veel op verheerlijking van een krijgsheld, wat de prins in zijn ogen niet was. Hij verklaarde: "Royers Willem zal onze Willem zijn; zal onze Willem zijn in de dubbele beteekenis; wij, als de Natie, die hem oprichten, en wij, als vereerders van den grooten staatkundigen genie, van den type onzer ernstige en nederige vaderen uit de zestiende eeuw."

## Monumentenstatus
Het ruiterstandbeeld aan het Noordeinde en het standbeeld op het Plein werden in januari 1967 als rijksmonumenten ingeschreven in het monumentenregister, beide vanwege het "algemeen belang wegens oudheidkundige en kunsthistorische waarde."

## Locatie
- Standbeeld (1848) op het Plein: 52° 4′ 47″ NB, 4° 18′ 57″ OL
- Ruiterstandbeeld (1845) aan het Noordeinde: 52° 4′ 52″ NB, 4° 18′ 26″ OL